# ザフィシオ
ザフィシオ (Zafisio) は、アイルランドで生産された競走馬である。

## 経歴

### 2歳（2008年）
8月14日にサンダウン競馬場で競走馬デビュー戦を迎えてデビュー初戦は3着だったが、その約2週間後の8月27日にエア競馬場行われたレースを制してデビュー2戦目で初勝利を挙げた。約2週間後の9月13日にグッドウッド競馬場で行われたスターダムステークス（準重賞）も制して2連勝すると、約1ヵ月後の次走はフランスへ遠征し、重賞競走初挑戦となったコンデ賞 (G3) に出走したが5着だった。そしてその約2週間後にはG1競走初挑戦となったクリテリウム・アンテルナシオナルに出走することになった。しかし11頭中9番人気という低評価だったがレースでは、最後の直線で末脚を伸ばしゴール前でプリンスジークフリートをアタマ差で交わして1着となり、重賞及びG1競走初勝利を挙げた。この勝利は鞍上のドミニク・ブフとポール・ブロックレイ厩舎にとっても同競走初勝利となった。さらにG1競走連勝をかけて翌週のクリテリウムドサンクルーにも出走したが、フェームアンドグローリーに敗れて5着だった。そしてレース後は休養に入り6戦3勝で2歳を終えた。

### 3歳（2009年）・4歳（2010年）
休養を終えて3歳緒戦はドイツ2000ギニー (G2) に出走し2着。その後、フランスに遠征して、6月7日のジョッケクルブ賞に出走したが、見せ場なく13着と大敗した。休養を挟み、ソロナウェーステークス (G3) では3着だった。続くパース賞 (G3) に出走し勝利を収めた。その後ドイツに遠征してG3戦を勝利した。4歳時代は1戦したが、未勝利に終わった。

### 5歳（2011年）〜7歳（2013年）
8月17日のインターナショナルステークスで復帰したがトゥワイスオーヴァーの4着に敗れた。その後2戦したが9着、5着に終わった。6歳以降も未勝利に終わり現役を引退した。

## 競走成績
| 年月日 | 年月日 | 年月日 | 競馬場       | 競走名                           | 格 | 頭 数 | ゲート 番 | オッズ （人気） | 着順 | 騎手       | 斤 量 | 距離（馬場）  | タイム  | 着差   | 勝ち馬/（2着馬）           |
| 2008   | 8.     | 14     | サンダウン   | メイドン                         |    | 5     |           | 5.5（3人）      | 3着  | T.オシーア | 129lb | 芝8f14y       |         | 3      | Too Much Trouble           |
|        | 8.     | 27     | エア         | メイドン                         |    | 13    |           | 5.5（2人）      | 1着  | G.ギボンズ | 129lb | 芝7f50y       | 1:38.00 | アタマ | (Henderson Park)           |
|        | 9.     | 13     | グッドウッド | スターダムS                      | LR | 5     |           | 5.5（4人）      | 1着  | D.ホランド | 126lb | 芝8f（良）    | 1:46.32 | 1.1/4  | (Anmar)                    |
|        | 10.    | 19     | ロンシャン   | コンデ賞                         | G3 | 7     |           | 13.0（5人）     | 4着  | D.ホランド | 56kg  | 芝1800m（良） |         | 2      | Naval Officer              |
|        | 11.    | 2      | サンクルー   | クリテリウム・アンテルナシオナル | G1 | 11    | 8         | 29.0（9人）     | 1着  | D.ブフ     | 57kg  | 芝1600m（不） | 1:46.10 | アタマ | （プリンスシーグフリード） |
|        | 11.    | 12     | サンクルー   | クリテリウムドサンクルー         | G1 | 11    | 4         | 5.0（2人）      | 5着  | D.ブフ     | 57kg  | 芝2000m（不） |         | 1.3/4  | フェームアンドグローリー   |

※競走成績は2008年11月12日現在。1ポンド (lb) は約0.453キログラム。

## 血統表
| ザフィシオの血統ハイペリオン系 / Raise a Native 4×5=9.38%、Northern Dancer 5×5=6.25%（母内） | ザフィシオの血統ハイペリオン系 / Raise a Native 4×5=9.38%、Northern Dancer 5×5=6.25%（母内） | ザフィシオの血統ハイペリオン系 / Raise a Native 4×5=9.38%、Northern Dancer 5×5=6.25%（母内） | （血統表の出典）     | （血統表の出典）  |
| 父 Efisio 1982 鹿毛                                                                          | 父の父Formidable 1975 鹿毛                                                                   | Forli                                                                                        | Aristophanes         | Aristophanes      |
| 父 Efisio 1982 鹿毛                                                                          | 父の父Formidable 1975 鹿毛                                                                   | Forli                                                                                        | Trevisa              |                   |
| 父 Efisio 1982 鹿毛                                                                          | 父の父Formidable 1975 鹿毛                                                                   | Native Partner                                                                               | Raise a Native       | Raise a Native    |
| 父 Efisio 1982 鹿毛                                                                          | 父の父Formidable 1975 鹿毛                                                                   | Native Partner                                                                               | Dinner Partner       |                   |
| 父 Efisio 1982 鹿毛                                                                          | 父の母Eldoret 1976 鹿毛                                                                      | High Top                                                                                     | Derring-Do           | Derring-Do        |
| 父 Efisio 1982 鹿毛                                                                          | 父の母Eldoret 1976 鹿毛                                                                      | High Top                                                                                     | Camenae              |                   |
| 父 Efisio 1982 鹿毛                                                                          | 父の母Eldoret 1976 鹿毛                                                                      | Bamburi                                                                                      | Ragusa               | Ragusa            |
| 父 Efisio 1982 鹿毛                                                                          | 父の母Eldoret 1976 鹿毛                                                                      | Bamburi                                                                                      | Kilifi               |                   |
| 母 Goldthroat 1999 鹿毛                                                                      | 母の父Zafonic 1990 鹿毛                                                                      | Gone West                                                                                    | Mr. Prospector       | Mr. Prospector    |
| 母 Goldthroat 1999 鹿毛                                                                      | 母の父Zafonic 1990 鹿毛                                                                      | Gone West                                                                                    | Secrettame           |                   |
| 母 Goldthroat 1999 鹿毛                                                                      | 母の父Zafonic 1990 鹿毛                                                                      | Zaizafon                                                                                     | The Minstrel         | The Minstrel      |
| 母 Goldthroat 1999 鹿毛                                                                      | 母の父Zafonic 1990 鹿毛                                                                      | Zaizafon                                                                                     | Mofida               |                   |
| 母 Goldthroat 1999 鹿毛                                                                      | 母の母Winger 1992 栗毛                                                                       | In the Wings                                                                                 | Sadler's Wells       | Sadler's Wells    |
| 母 Goldthroat 1999 鹿毛                                                                      | 母の母Winger 1992 栗毛                                                                       | In the Wings                                                                                 | High Hawk            |                   |
| 母 Goldthroat 1999 鹿毛                                                                      | 母の母Winger 1992 栗毛                                                                       | Rappa Tap Tap                                                                                | *タップオンウッド    | *タップオンウッド |
| 母 Goldthroat 1999 鹿毛                                                                      | 母の母Winger 1992 栗毛                                                                       | Rappa Tap Tap                                                                                | Reprocolor F-No.13-e |                   |

### 血統背景
- 祖母のいとこ、ステージクラフト（重賞競走4勝）
- 祖母のいとこ、オペラハウス（1993年コロネーションカップ、エクリプスステークス、キングジョージ6世&クイーンエリザベスダイヤモンドステークス）
- 祖母のいとこ、カイフタラ（1998年ゴールドカップ、アイリッシュセントレジャー、1999年アイリッシュセントレジャー、2000年ゴールドカップ）
- 祖母のいとこ、ジージートップ（2003年オペラ賞）